# Andreas Ibertsberger
Andreas Ibertsberger (Salzburgo, Austria, 27 de julio de 1982) es un futbolista austriaco que actualmente juega en el club alemán TSG 1899 Hoffenheim. Juega también para la selección de fútbol de Austria.

## Clubes
| Club                | País     | Año           |
| ------------------- | -------- | ------------- |
| SV Austria Salzburg | Austria  | 2001-2005     |
| Friburgo            | Alemania | 2005-2008     |
| Hoffenheim          | Alemania | 2008-presente |